# LidSelmash Lida
Il Mini-Futbol'ny Klub LidSelmash, noto come LidSelmash Lida per localizzare geograficamente la squadra, è stata una società bielorussa di calcio a 5 con sede a Lida.

## Storia
La società è stata fondata nel 2007 su iniziativa di Jurij Vashkevich, direttore generale dello stabilimento LidSelmash. Nell'estate del 2019 l'azienda annuncia il proprio disimpegno nel finanziamento della squadra che dunque cessa l'attività agonistica.

## Palmarès
- Campionato bielorusso: 4

2011-12, 2014-15, 2015-16, 2017-18
- Coppa della Bielorussia: 1

2018-19
- Supercoppa della Bielorussia: 2

2015, 2016